# El sueño de José
El sueño de José es un cuadro del pintor italiano Daniele Crespi, realizado en la década de 1620. Se encuentra ubicado en el Museo de Historia del Arte de Viena.
En él se representa el episodio bíblico en el que el ángel avisa a José sobre las intenciones de Herodes de asesinar a Jesús según se relata en el Evangelio de Mateo. En la escena principal, José duerme con los útiles de profesión a sus pies mientras el ángel le da las instrucciones de huir a Egipto, a la vez que en un plano muy secundario se percibe el pesebre con el niño y la Virgen María.